# Universidad de Guanajuato

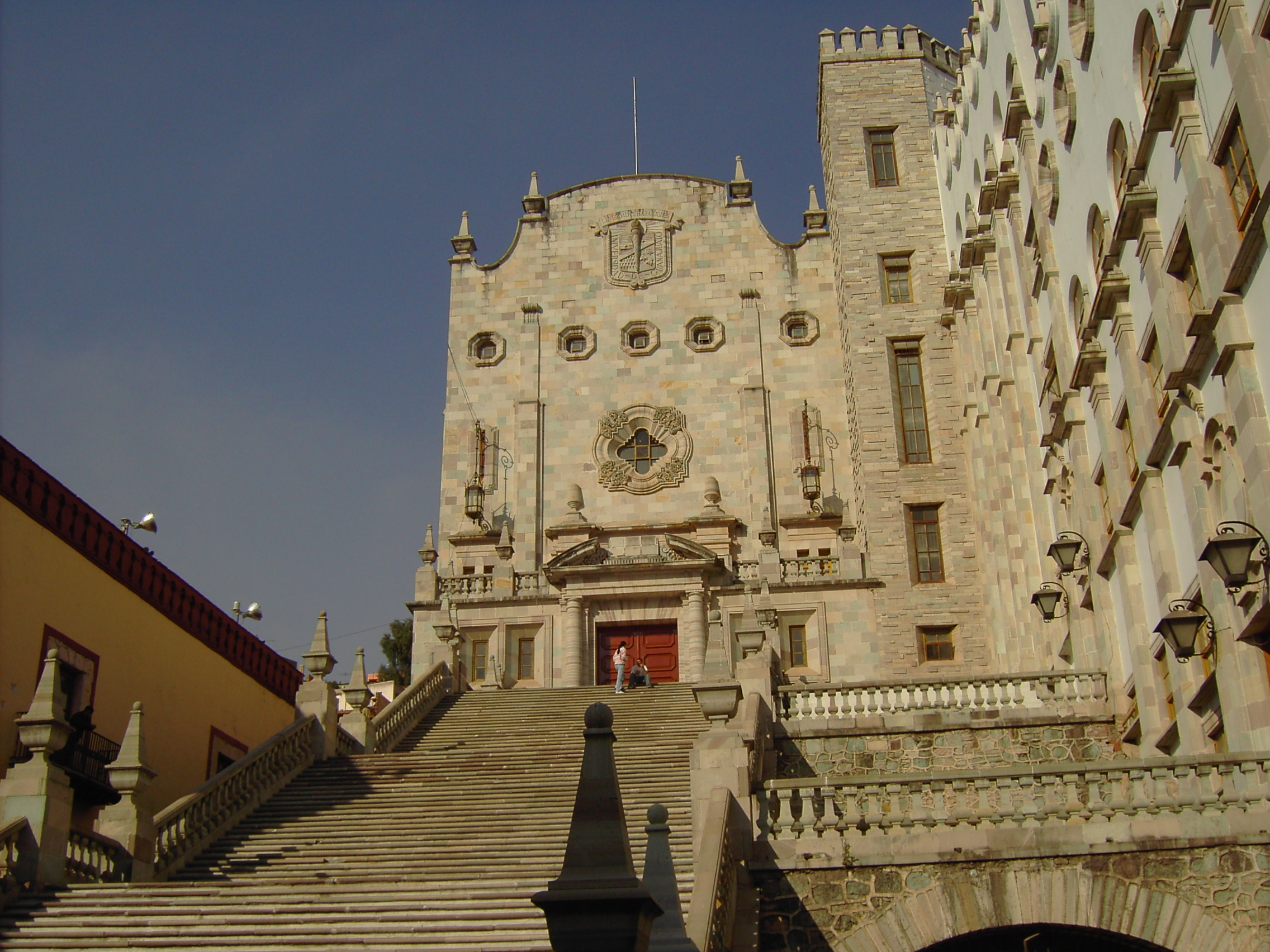
Hauptgebäude der Universidad de Guanajuato

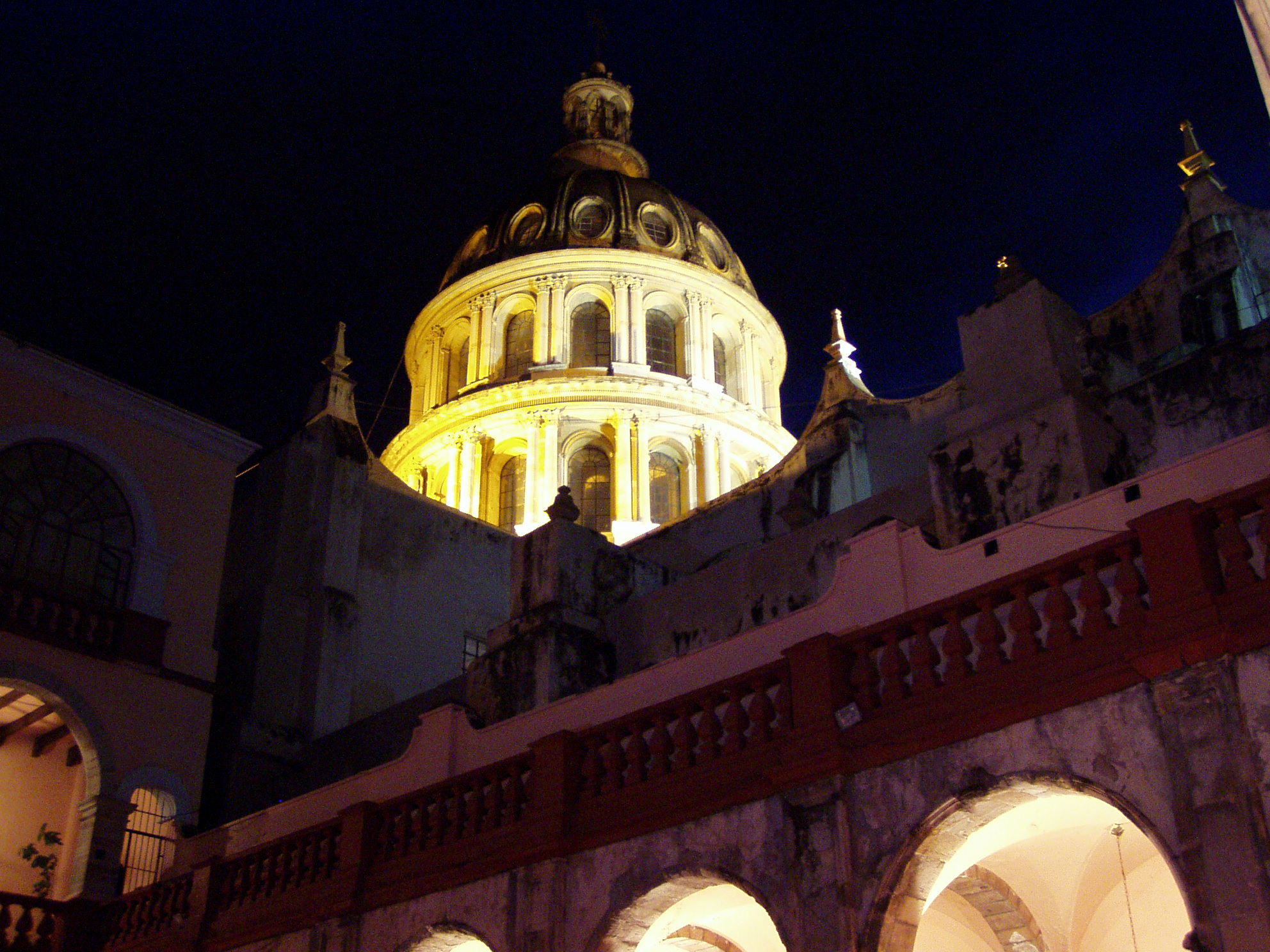
Die Universidad de Guanajuato bei Nacht

Die Universidad de Guanajuato ist eine der drei Universitäten in der mexikanischen Stadt Guanajuato. An ihr studieren etwa 26.000 Studenten in 122 Studienzweigen. Die Universität ist an vier Standorten vertreten. Zwölf High-School-Colleges sind ihr zugeordnet. Die Universität kooperiert mit der Universität Regensburg und der Fachhochschule Dortmund.